# Viria Acté
Viria Acté  (Valentia Edetanorum, (fl.circa) 90) fue una mujer hispanorromana conocida por dirigir un importante taller de escultura en la ciudad de Valentia, en la Tarraconense.
Casada con Lucio Antonio Crescente, su origen social se desconoce, aunque «Acte» era un cognomen frecuente entre los esclavos, por lo que probablemente ese fuese su inicio para luego llegar a ser liberta y posteriormente ser una mujer de gran relevancia en la vida de la ciudad según consta por diversos hallazgos arqueológicos.
Vivió en la antigua Valentia durante las dinastías Flavia y Antonina, donde pudo ser la propietaria de un exitoso taller que fabricaba estatuas y otros monumentos en piedra como estelas, aras o pedestales. Viria no limitaba sus intereses ni sus fuentes de ingresos a este taller. La procedencia de su patrimonio podía hallarse en negocios industriales o comerciales, pudiendo ser la propietaria de al menos una fábrica de aras y estatuas, al frente de la cual se hallaba como capataz un esclavo o liberto suyo, Ampliato, y cuyo personal estaba formado por libertos de la empresaria.
Restauró propiamente con sus recursos el templo de Marte, que estaba muy dañado lo que lleva a pensar que actuaba como una influyente rica aristócrata, generosa hacia la ciudad, lo que la valió poder tener una estatua, erigida por Ampliato, Calírroe y los esclavos liberados de su taller, en el mismo foro de Valentia, además de otras erigidas en su honor por Cayo Atilio Severo, por Fabia Gratia Maximila y un anónimo que la califica de «mujer excelente» y que podría ser de su esposo. Aunque no se conoce cuál era la relación de estos personajes con Viria Acté, se sabe con certeza que no pertenecían a su familia natural ni eran libertos suyos, podría tratarse de clientes, relaciones de negocios, familia política o amistades.
Se conserva una estatua de Viria en el Museo de la Almoina y diversas inscripciones con su nombre en Valencia, como en la catedral.
En una de las inscripciones honoríficas de uno de los pedestales puede leerse:

Viriae Acte / Ampliatus / qui fabricae / arar(um) et / signorum / praefuit / et Callirhoe / et lib(el a última vez que la vi' 